# Norsk Melodi Grand Prix 2009
Norsk Melodi Grand Prix 2009 är en norsk musiktävling arrangerad av NRK, där det utsågs vem som skulle representera Norge i Eurovision Song Contest 2009. Bidragen offentliggjordes på NRK:s webbplats en dryg månad innan tävlingen.
Programledare var Per Sundnes och Maria Haukaas Storeng.
Finalisterna som gick till finalen i Oslo utsågs genom tre delfinaler i Kongsvinger, Bodø och Skien. Av sju låtar i respektive delfinal gick två direkt till finalen och två till "Siste sjanse" (Sista chansen) i Ålesund. 
I Siste sjanse tävlade de sex låtarna som kommit trea och fyra i respektive delfinal. Ytterligare två bidrag tillkom; det bidrag som fått flest röster av de tre femteplacerade bidragen samt ett som valdes av Verdens Gangs internetomröstning. Hela tävlingen vanns av Alexander Rybak med låten Fairytale som han skrivit själv. Rybak vann även Eurovision Song Contest 2009 med samma låt.

## Delfinal 1, Kongsvinger (24 januari)[2]
| Nr | Artist                       | Bidrag                | Melodi                                                 | Text                                                   | Anmärkning    |
| -- | ---------------------------- | --------------------- | ------------------------------------------------------ | ------------------------------------------------------ | ------------- |
| 1. | Surferosa                    | "U Look Good"         | Surferosa och Lars-Erik Westby                         | Mariann Thomassen                                      | Siste sjansen |
| 2. | Chicas del Coro              | "Men Men Men!"        | Hilde Marstrander                                      | Hilde Marstrander                                      | Ute           |
| 3. | KeSera feat. Anita Hegerland | "Party"               | Robin Nordahl och Thomas Ewel                          | KeSera                                                 | Ute           |
| 4. | Espen Hana                   | "Two of a Kind"       | Trond Andreassen och Christian Bloom                   | Trond Andreassen                                       | Siste sjansen |
| 5. | Charite                      | "Sweeter Than a Kiss" | Christian Ingebrigtsen och Laila Samuelsen             | Christian Ingebrigtsen och Laila Samuelsen             | Ute           |
| 6. | Thomas Brøndbo               | "Det vart en storm"   | Svein Gundersen                                        | Rolf Mokkelbost                                        | Final         |
| 7. | Velvet Inc.                  | "Tricky"              | Hanne Sørvaag och N2, Niklas Bergwall och Niclas Kings | Hanne Sørvaag och N2, Niklas Bergwall och Niclas Kings | Final         |

## Delfinal 2, Bodø (31 januari)[3]
| Nr | Artist             | Bidrag                     | Melodi                                        | Text                                                | Anmärkning   |
| -- | ------------------ | -------------------------- | --------------------------------------------- | --------------------------------------------------- | ------------ |
| 1. | Wenche Myhre       | "Alt har en mening nå"     | Jan Vincent Johannessen                       | Thomas Thörnholm, Michael Clauss och Danne Attlerud | Ute          |
| 2. | Publiners          | "Te stein"                 | Olav Nygaard, Morten Horn och Ronny Bertelsen | Bertil Bertelsen                                    | Siste sjanse |
| 3. | Tine Wulff         | "Ride"                     | Marte Wulff                                   | Marte Wulff                                         | Ute          |
| 4. | Alexander Stenerud | "Find My Girl"             | Alexander Stenerud                            | Alexander Stenerud                                  | Final        |
| 5. | Janni Santillan    | "(Like You Did) Yesterday" | Janni Santillan                               | Janni Santillan                                     | Siste sjanse |
| 6. | Julius Winger      | "Like An Angel"            | Julius Winger och Ole Jørgen Olsen            | Julius Winger och Ole Jørgen Olsen                  | Ute          |
| 7. | Tone Damli Aaberge | "Butterflies"              | Tone Damli Aaberge och Mats Lie Skåre         | David Eriksen                                       | Final        |

## Delfinal 3, Skien (7 februari)[4]
| Nr | Artist          | Bidrag          | Melodi                                | Text                                  | Anmärkning   |
| -- | --------------- | --------------- | ------------------------------------- | ------------------------------------- | ------------ |
| 1. | Sichelle        | "LeftRight"     | Mats Lie Skåre                        | Mats Lie Skåre                        | Ute          |
| 2. | The Rebelettes  | "Soul Train"    | The Rebelettes                        | The Rebelettes                        | Ute          |
| 3. | Ovi             | "Seven Seconds" | Simone Larsen                         | Simone Larsen                         | Final        |
| 4. | Jane Helen      | "Shuffled"      | Jane Helen                            | Jane Helen                            | Siste sjanse |
| 5. | Foxy            | "Do It Again"   | Hanne Sørvaag och Harry Sommerdahl    | Hanne Sørvaag och Harry Sommerdahl    | Ute          |
| 6. | Sunny           | "Carrie"        | Solgunn Ivana och Hans Petter Aaserud | Solgunn Ivana och Hans Petter Aaserud | Siste sjanse |
| 7. | Alexander Rybak | "Fairytale"     | Alexander Rybak                       | Alexander Rybak                       | Final        |

## Siste sjansen, Ålesund (14 februari)
|  | Omgång 1                                     | Omgång 1                  |  |  | Omgång 2 | Omgång 2 |  |  | Till final |  |
|  |                                              |                           |  |  |          |          |  |  |            |  |
|  |                                              |                           |  |  |          |          |  |  |            |  |
|  |                                              |                           |  |  |          |          |  |  |            |  |
|  | KeSera feat. Anita Hegerland - "Party" *     |                           |  |  |          |          |  |  |            |  |
|  |                                              |                           |  |  |          |          |  |  |            |  |
|  | Espen Hana - "Two of a Kind"                 |                           |  |  |          |          |  |  |            |  |
|  | Espen Hana - "Two of a Kind"                 |                           |  |  |          |          |  |  |            |  |
|  |                                              |                           |  |  |          |          |  |  |            |  |
|  |                                              | Surferosa - "U Look Good" |  |  |          |          |  |  |            |  |
|  | Janni Santillan - "(Like You Did) Yesterday" |                           |  |  |          |          |  |  |            |  |
|  |                                              |                           |  |  |          |          |  |  |            |  |
|  | Surferosa - "U Look Good"                    |                           |  |  |          |          |  |  |            |  |
|  | Espen Hana - "Two of a Kind"                 |                           |  |  |          |          |  |  |            |  |
|  |                                              |                           |  |  |          |          |  |  |            |  |
|  |                                              | Publiners - "Te stein"    |  |  |          |          |  |  |            |  |
|  | Sunny - "Carrie"                             |                           |  |  |          |          |  |  |            |  |
|  |                                              |                           |  |  |          |          |  |  |            |  |
|  | Publiners - "Te stein"                       |                           |  |  |          |          |  |  |            |  |
|  | Publiners - "Te stein"                       |                           |  |  |          |          |  |  |            |  |
|  |                                              |                           |  |  |          |          |  |  |            |  |
|  |                                              | Jane Helen - "Shuffled"   |  |  |          |          |  |  |            |  |
|  | Foxy - "Do It Again" **                      |                           |  |  |          |          |  |  |            |  |
|  |                                              |                           |  |  |          |          |  |  |            |  |
|  | Jane Helen - "Shuffled"                      |                           |  |  |          |          |  |  |            |  |
|  |                                              |                           |  |  |          |          |  |  |            |  |

* Till Siste sjanse som bästa femteplacerade bidrag 

** Till Siste sjanse via Verdens Gangs internetomröstning

## Final, Oslo (21 februari)
| Nr | Artist             | Bidrag              | Poäng   | Plats |
| -- | ------------------ | ------------------- | ------- | ----- |
| 1  | Espen Hana         | "Two of a Kind"     | 0       | 5     |
| 2  | Ovi                | "Seven Seconds"     | 0       | 5     |
| 3  | Publiners          | "Te stein"          | 62,683  | 4     |
| 4  | Alexander Stenerud | "Find My Girl"      | 73,080  | 3     |
| 5  | Velvet Inc.        | "Tricky"            | 0       | 5     |
| 6  | Alexander Rybak    | "Fairytale"         | 747,888 | 1     |
| 7  | Thomas Brøndbo     | "Det vart en storm" | 0       | 5     |
| 8  | Tone Damli Aaberge | "Butterflies"       | 121,856 | 2     |